# Signe Gaupset
Signe Gaupset (Molde, 18 giugno 2005) è una calciatrice norvegese, centrocampista del Brann e della nazionale norvegese.

## Carriera

### Club
Gaupset inizia l'attività sportiva al SK Rival, società polisportiva di Årø, centro abitato della periferia della cittadina del Vestlandet dove nasce e cresce con i genitori, per dedicarsi in seguito principalmente al calcio tesserandosi con il club cittadino del Molde nel 2020 e rimanendovi fino all'anno successivo mettendosi particolarmente in luce prima nella formazione under 16 e poi in quella U19.
Dopo aver ricevuto numerose offerte da club iscritti alla Toppserien, nell'aprile 2021 decide di unirsi al Sandviken, venendo aggregata, pur non ancora sedicenne, fin dalla stagione d'esordio con la prima squadra. Dopo aver debuttato ad agosto in Coppa di Norvegia, sotto la guida tecnica di Alexander Straus debutta anche nel maggiore campionato nazionale il 4 settembre, scendendo in campo da titolare nella vittoria casalinga per 4-0 sull'Arna-Bjørnar segnando in quell'occasione al 33' la rete del parziale 2-0.. Nei mesi seguenti Straus continuerà a darle fiducia riuscendo ad accumulare complessivamente 10 presenze, con due gol, tra campionato e Coppa, festeggiando a fine anno con le compagne la conquista del primo titolo di Campione di Norvegia e il conseguente accesso alla UEFA Women's Champions League per l'edizione 2022-2023.
In vista della stagione 2022 il Sandviken viene assorbito dal Brann diventandone la sezione femminile. Gaupset è tra le ragazze che scelgono di rimanere nell'organico con la nuova realtà societaria diventando, nonostante la ancora giovane età, un elemento chiave della squadra che, ancora allenata da Straus, ha conquistato il double campionato coppa a fine stagione, ribadendo l'impatto che ha avuto nella conquista dei trofei siglando una doppietta nella finale di Coppa vinta per 3-1 sulle avversarie dello Stabæk venendo inoltre nominata la migliore in campo al termine dell'incontro. In campionato debutta, da titolare, con la nuova maglia alla 4ª giornata nella vittoria casalinga per 2-1 con il Rosenborg, per poi essere impiegata con continuità per tutto il resto della stagione. Sempre in quella stagione fa anche il suo esordio in Champions, giocando tutti i 4 incontri delle due fasi preliminari di qualificazione fino alla eliminazione da parte delle svedesi del Rosengård.
Qualche mese più tardi, ancora diciassettenne, la UEFA la inserisce nella lista delle 10 calciatrici da seguire con maggiore maggiore interesse per il 2023, tuttavia una distorsione rimediata in inverno la tiene distante dai campi di gioco fino a giugno, infortunio che ne condiziona disponibilità e rendimento per tutto il resto della stagione.

### Nazionale
Le prestazioni offerte nei primi anni di attività richiamano l'attenzione della Federcalcio norvegese che dal 2021 la chiamano per indossare la maglia della selezione under 16 in una serie di amichevoli con diverse nazionali pari età, e dove Gaupset durante l'anno matura 7 presenze e sigla la sua prima rete in nazionale il 16 settembre, l'unica nell'incontro perso 5-1 con la Germania.
L'anno successivo viene convocata con l'under 17, testata in quell'occasione dal tecnico Elise Brotangen nella doppia amichevole con l'Inghilterra del 20 e 23 febbraio, dove va ancora a rete nel primo dei due scontri, per poi confermarla in rosa con la formazione che affronta la fase élite, nel gruppo A3, delle qualificazioni all'Europeo di Bosnia ed Erzegovina 2022. Gaupset si rivela determinante per il passaggio del turno, siglando 6 gol a tutte e tre le concorrenti alla fase finale del torneo UEFA, 4 solo alla Romania nella schiacciante vittoria per 12-0, per poi disputare, da Capitano, la deludente fase finale dove è l'unica della sua nazionale ad andare a segno, con la Finlandia, ma dove la Norvegia perdendo tutti i tre incontri della fase a gironi viene subito eliminata.
Sempre del 2022 è la chiamata in under 19 da parte del tecnico Lena Tyriberget, facendo il suo debutto, da titolare e con la fascia di capitano al braccio, il 4 settembre nella vittoria per 3-1 sull'Islanda, dopo che due giorni prima con la Svezia era rimasta in panchina. Negli 8 incontri complessivi disputati con la U19 Gaupset sigla complessivamente 6 reti, 3 nella prima fase di qualificazione all'Europeo di Belgio 2023 e tre nell'edizione 2023 del trofeo di La Manga prima dell'infortunio, episodio che compromette anche la qualificazione della Norvegia alla fase finale.
Per indossare nuovamente la maglia della nazionale, questa volta quella maggiore, deve attendere l'inizio del 2024, chiamata dalla neosubentrata selezionatrice Gemma Grainger per redigere la sua prima rosa delle Gresshoppene  in occasione della doppia sfida con la Croazia per gli spareggi di play-off tra Lega A e B nella prima edizione della UEFA Women's Nations League, scendendo in campo nella vittoria per 5-0 nella partita di ritorno rilevando Celin Bizet Ildhusøy al 73'.
Convocata da quel momento con regolarità, tra il 2024 e il 2025 Gaupset matura 8 presenze tra amichevoli e qualificazioni all'Europeo di Svizzera 2025, siglando la sua prima rete nel ritorno del primo turno degli spareggi nella vittoria per 9-0 sull'Albania, trovando anche spazio per un incontro in under 23 prima del suo inserimento tra le 23 giocatrici in partenza per la Svizzera del 16 giugno 2025. Durante il torneo si mette in luce come una delle giovani di talento sotto i 21 anni d'età, conquistandosi, dopo essere partita dalla panchina contro la Finlandia, a qualificazione oramai certa, non solo l'ingresso in campo da titolare nell'incontro l'Islanda ma anche contribuendo alla vittoria prima segnando una doppietta nel primo tempo, conquistando il primato di plurimarcatrice più giovane di sempre a un'Europeo femminile, e poi servendo nella ripresa i due assist a Frida Maanum della vittoria per 4-3. Impiegata fin dall'inizio anche nello scontro con l'Italia, condivide con le compagne l'amarezza dell'esclusione dal torneo per la vittoria delle Azzurre per 2-1 al quarti di finale.

## Statistiche

### Presenze e reti nei club
Statistiche aggiornate al 19 giugno 2025.
| Stagione        | Squadra         | Campionato      | Campionato | Campionato | Coppe nazionali | Coppe nazionali | Coppe nazionali | Coppe continentali | Coppe continentali | Coppe continentali | Altre coppe | Altre coppe | Altre coppe | Totale | Totale |
| Stagione        | Squadra         | Comp            | Pres       | Reti       | Comp            | Pres            | Reti            | Comp               | Pres               | Reti               | Comp        | Pres        | Reti        | Pres   | Reti   |
| --------------- | --------------- | --------------- | ---------- | ---------- | --------------- | --------------- | --------------- | ------------------ | ------------------ | ------------------ | ----------- | ----------- | ----------- | ------ | ------ |
| 2021            | Sandviken       | TS              | 5          | 1          | CN              | 5               | 1               | -                  | -                  | -                  | -           | -           | -           | 10     | 2      |
| 2022            | Brann           | TS              | 21         | 2          | CN              | 5               | 3               | UWCL               | 4                  | 0                  | -           | -           | -           | 28     | 5      |
| 2023            | Brann           | TS              | 8          | 0          | CN              | 1               | 1               | UWCL               | 9                  | 1                  | -           | -           | -           | 18     | 2      |
| 2024            | Brann           | TS              | 27         | 7          | CN              | 4               | 0               | -                  | -                  | -                  | -           | -           | -           | 31     | 7      |
| 2025            | Brann           | TS              | 14         | 10         | CN              | 1               | 1               | -                  | -                  | -                  | -           | -           | -           | 15     | 11     |
| Totale Brann    | Totale Brann    | Totale Brann    | 70         | 19         | -               | 11              | 5               | -                  | 13                 | 1                  | -           | -           | -           | 94     | 25     |
| Totale carriera | Totale carriera | Totale carriera | 75         | 20         | -               | 16              | 6               | -                  | 13                 | 1                  | -           | -           | -           | 104    | 27     |

## Palmarès

### Club
- Campionato norvegese: 2

Sandviken: 2021
Brann: 2022
- Coppa di Norvegia: 1

Brann: 2022